# Neiden

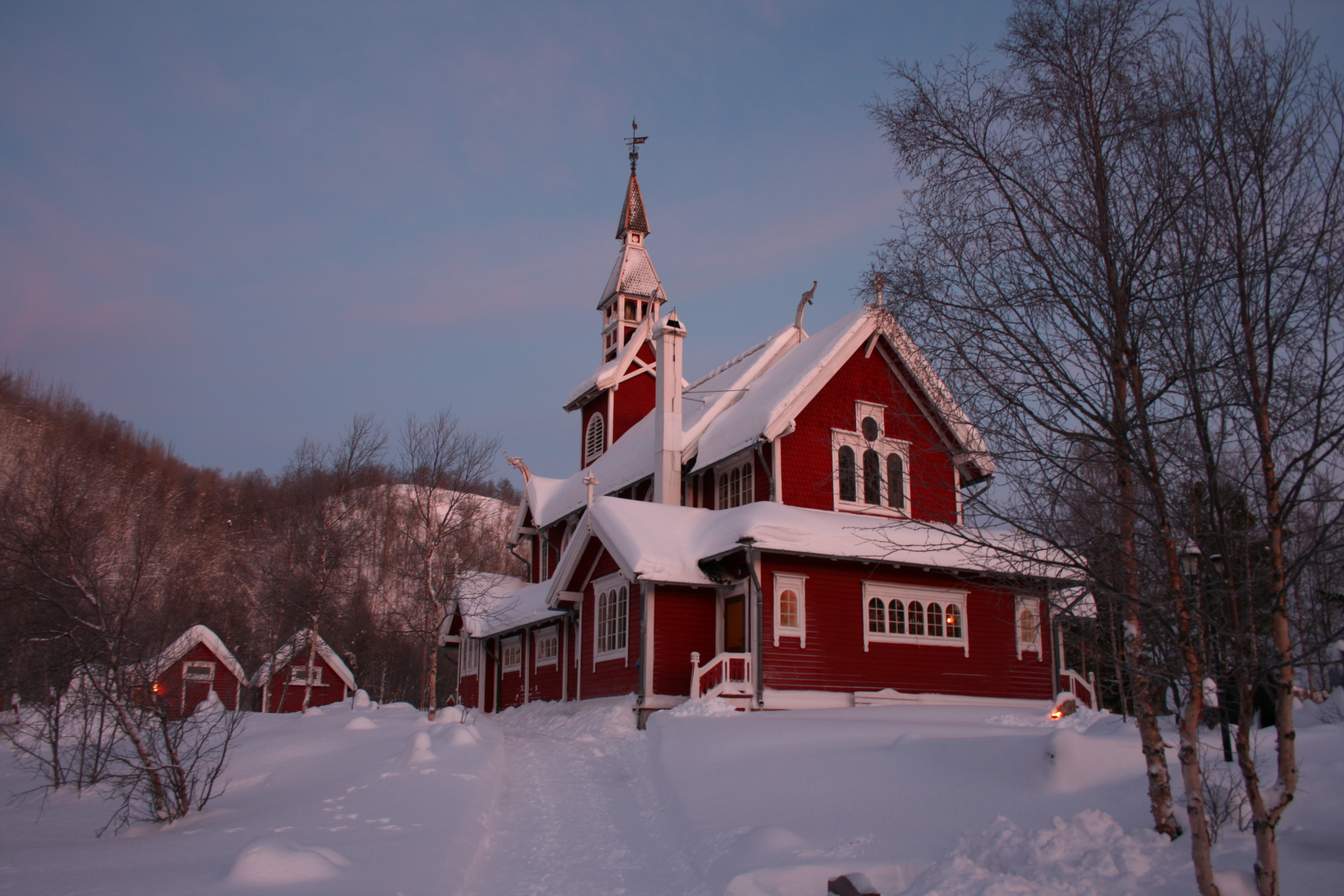
Neidens kyrka.

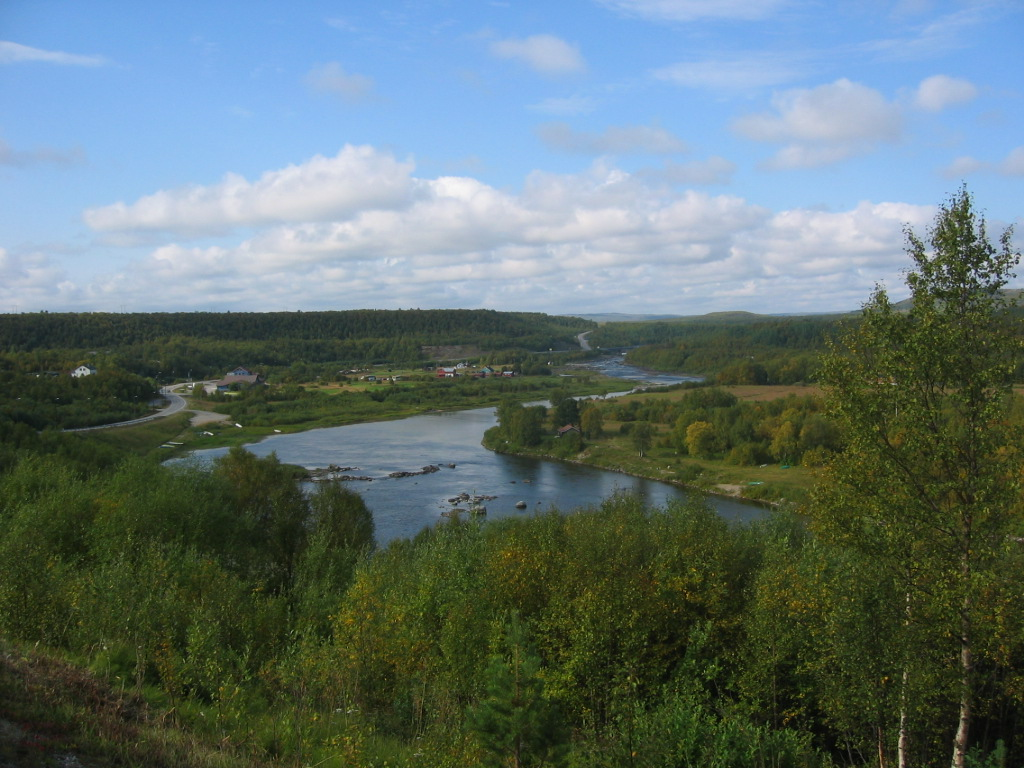
Neidenpanorama 2006.

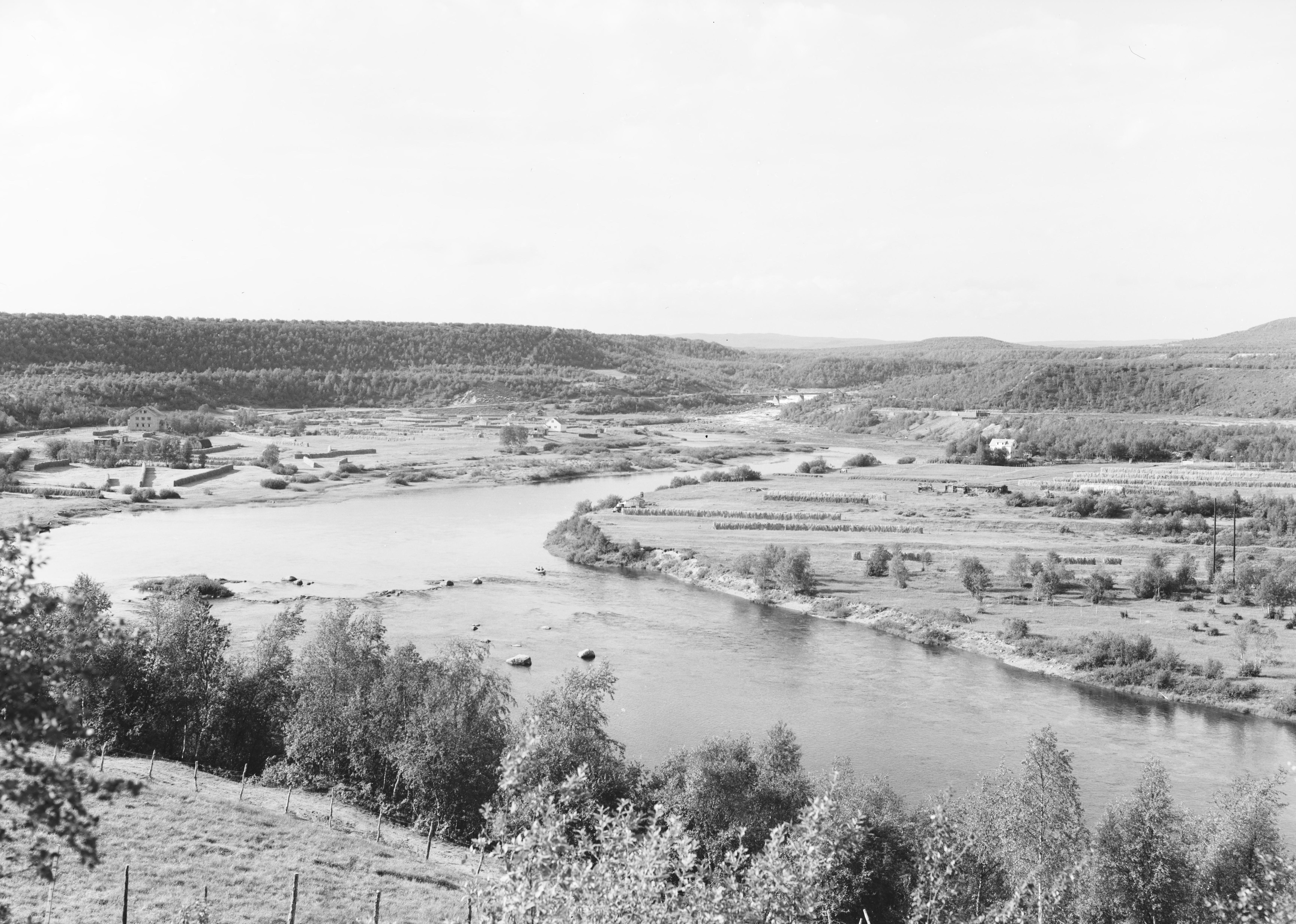
Samma Neidenpanorama 1951.

Neiden (skoltsamiska: Njauddâm, nordsamiska: Njávdán, kvänska: Näätämö) är en ort invid Neidenälvens mynning i Sør-Varangers kommun i Finnmarks fylke i norra Norge. Gränsen mot Finland går landsvägen 12 kilometer söder om Neiden och cirka två kilometer söder om gränsen finns den finska byn Näätämö i Enare kommun. Europaväg 6 går genom Neiden och förbinder med Kirkenes 45 kilometer åt öster och Tana bru 98 kilometer åt väster.
Neiden har omkring 150 invånare (2015), av vilka en stor del har skoltsamiskt eller kvänskt ursprung.
I Neiden finns Neidens kyrka, som ritades i drakstil av Karl Norum 1902, som motvikt mot det gamla ortodoxa kapellet i syfte att leda in samerna till rätt luthersk tro.
Äʹvv skoltesamisk museum, ett museum för skoltsamisk kultur, invigdes 2017.

## Skoltebyen
Neiden- och Munkälvarnas tillrinningsområden utgjorde den västligaste delen av skoltsamernas bosättningsområde. Skoltebyen var samernas vår- och sommarboplats nere på ängarna vid Neidenälvens mynning fram till och med juli månad. Under vistelsen firades religiösa högtider som dop, bröllop och begravningar; byggdes båtar, idkades hantverk och handel, bärplockning, jakt på bäver och vildren och skördades starr för bland annat skohö. En viktig del i försörjningen var det gemensamma laxfisket vid Neidenforsen någon kilometer uppströms, efter invandringen från Finland kallat Käpäläfisket och detta fiske pågår än i dag. Då Neidenbygden delades mellan Norge och Ryssland genom gränstraktatet 1826 och efter gränsens stängning 1852, blev Skoltebyen så småningom en fast åretruntbosättning för de som stannade kvar på norska sidan om gränsen. Fram till omkring 1980 fanns flera fastboende skoltsamiska familjer i byn men (2015) fanns bara en åretruntboende familj.
Skoltebyen är ett kulturminnesskyddat område och inrymmer bland annat det cirka tio kvadratmeter stora ortodoxa Sankt Georgs kapell, byggt 1565 av Trifon den helige, kyrkogård, gravhögar, rester av en rökbastu och lämningar där kåtor har stått. St. Georgs kapell är den enda återstående byggning som den helige Trifon byggde, och den har därför stor religiös betydelse för den ortodoxa kykan. I slutet av augusti sedan 1965 görs en ortodox pilgrimsfärd i skoltsamiska områden i Finland och Norge, vilken avslutas vid Sankt Georgkapellet med en gudstjänst och en vigvattenceremoni.

## Bildgalleri

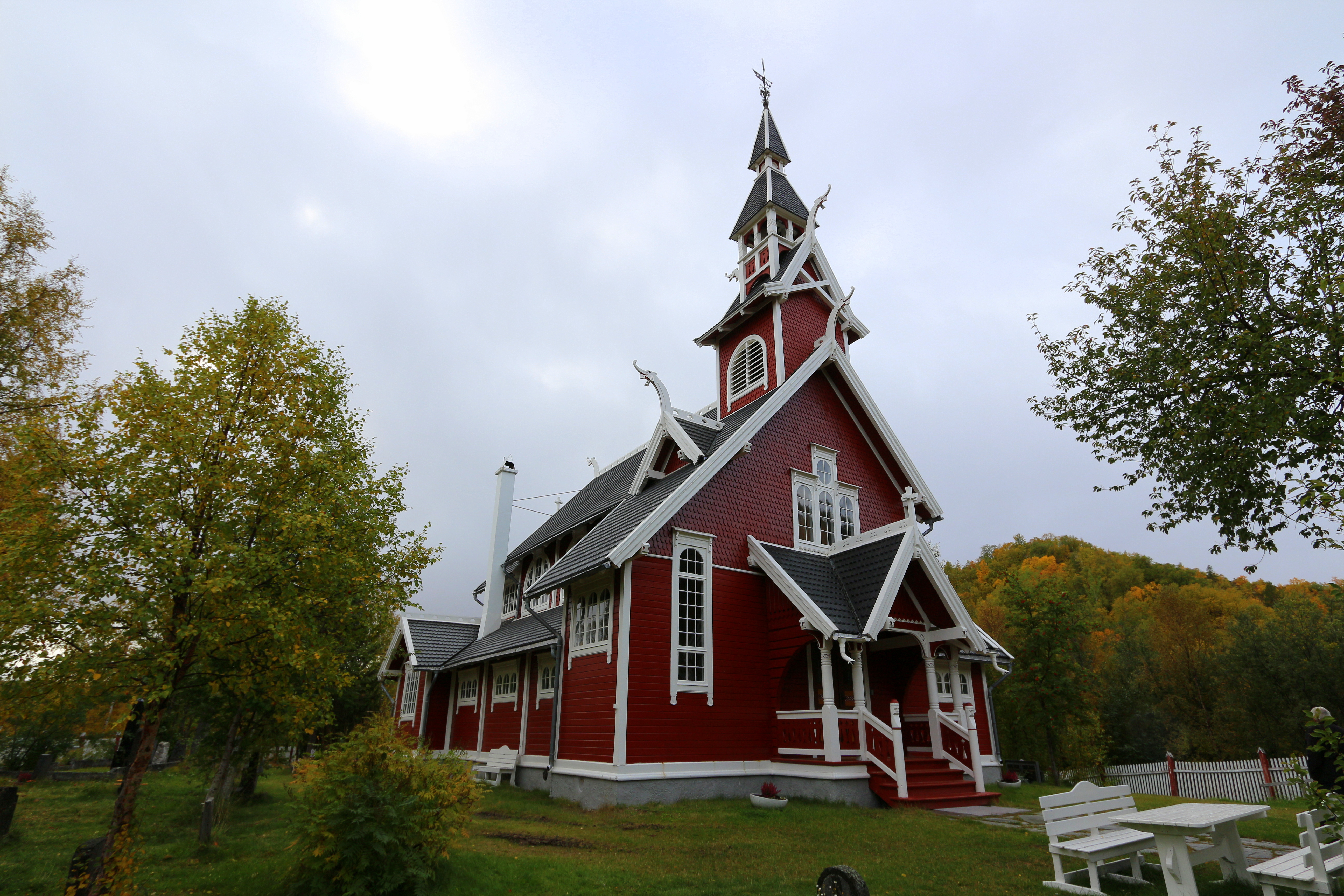
Neidens kyrka.
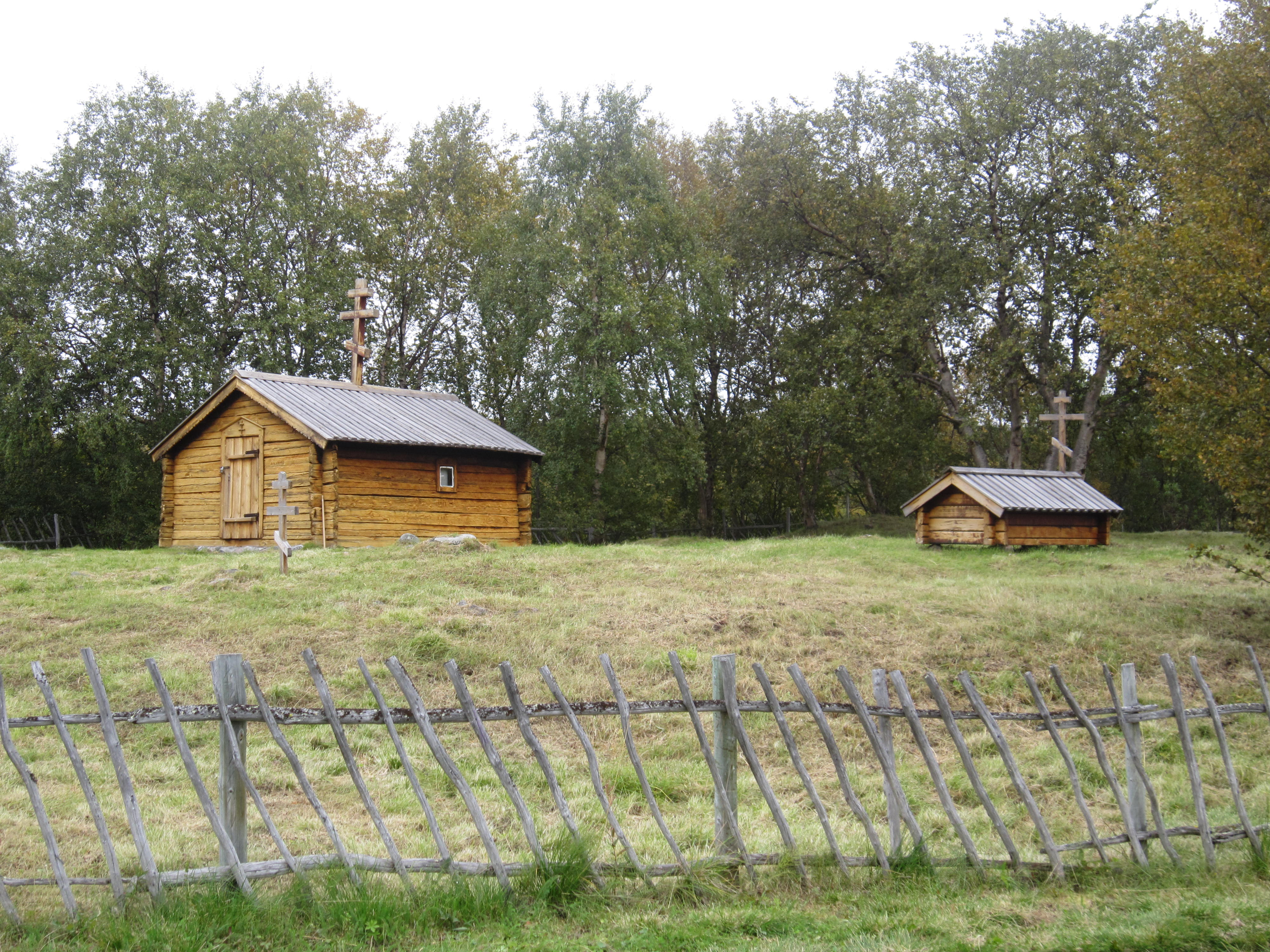
Det skoltsamiska ortodoxa Sankt Georgs kapell.
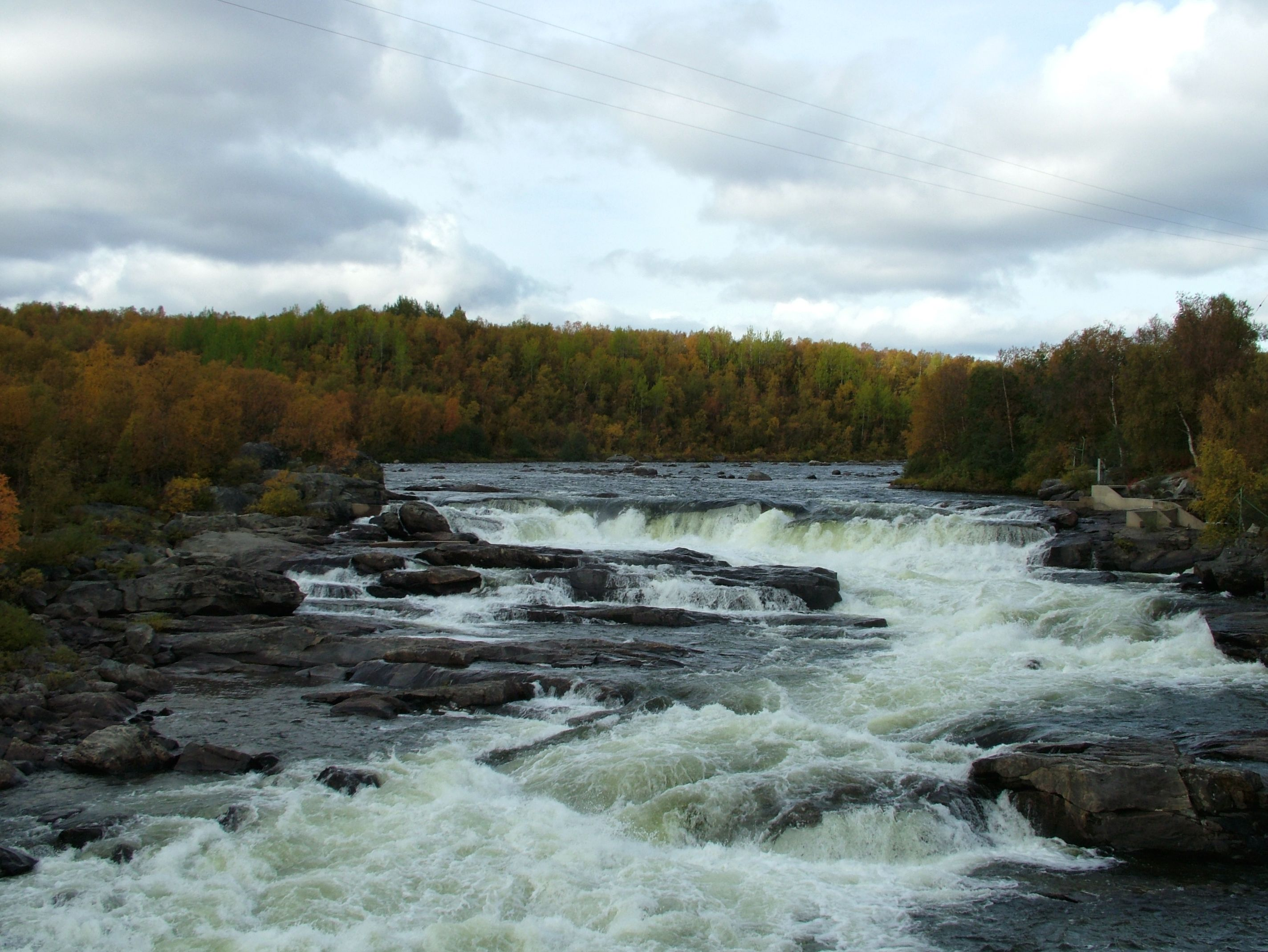
Skoltefossen.
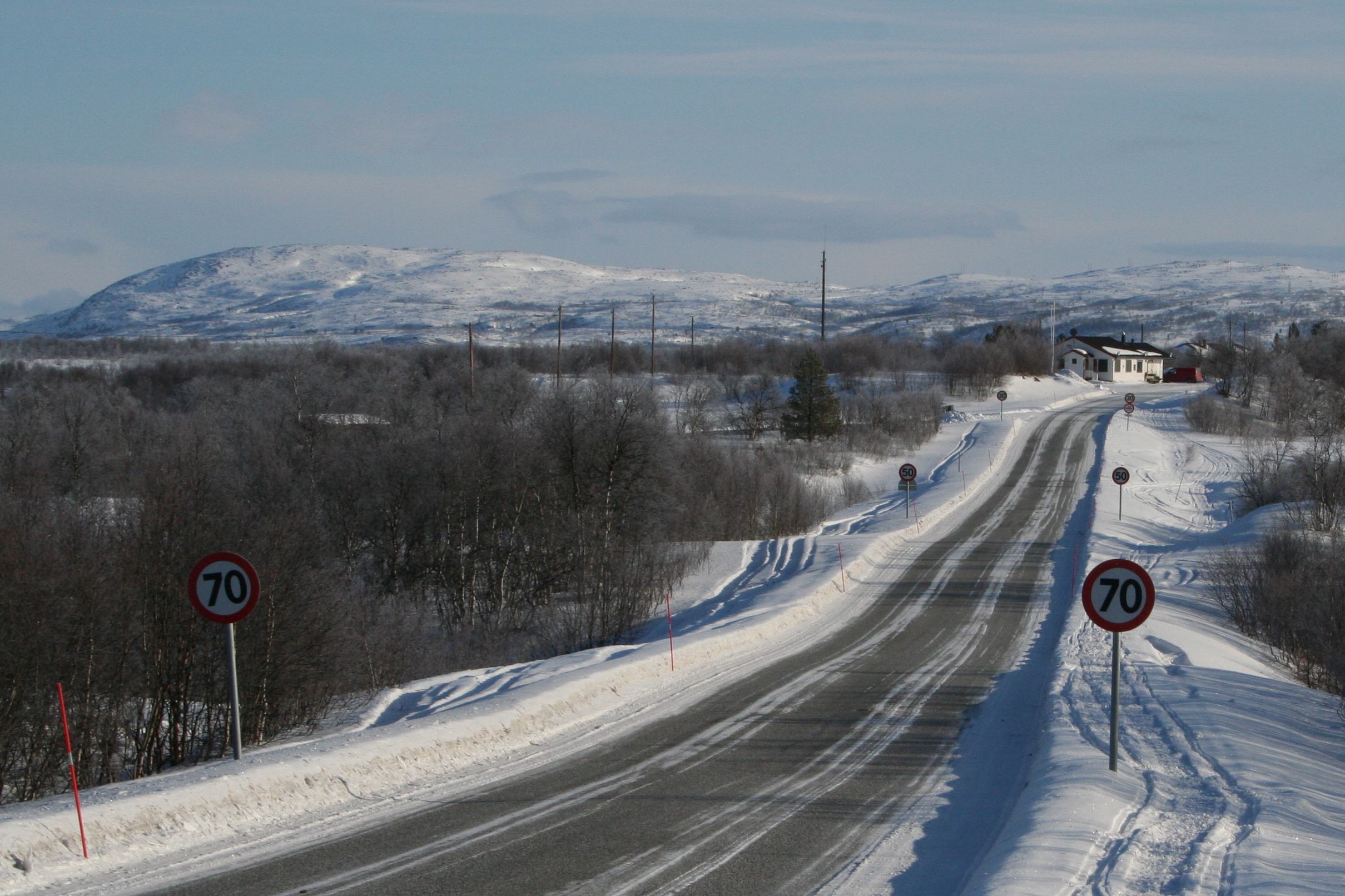
Riksväg 92 med tullstation Øvre Neiden mot Finland.